# Progresívne Slovensko
Progresívne Slovensko (PS, deutsch Progressive Slowakei oder Fortschrittliche Slowakei) ist eine 2016 gegründete Bewegung und seit 2017 registrierte linksliberale und progressive slowakische Partei. Vorsitzender ist seit 2022 Michal Šimečka.
Die Partei hatte bis 2020 nur einen Abgeordneten im Nationalrat, Martin Poliačik, der kurz nach dem Ausstieg aus der Sloboda a Solidarita (Freiheit und Solidarität; abgekürzt SaS) Ende 2017 in die Partei eintrat. In der Kommunalpolitik ist die Partei unter anderem mit dem Oberbürgermeister Matúš Vallo in der slowakischen Hauptstadt Bratislava vertreten.
Die erste stellvertretende Vorsitzende war die Juristin Zuzana Čaputová. Sie wurde in der Präsidentschaftswahl 2019 zur ersten Präsidentin der Slowakei gewählt. Nach der Bekanntgabe des Wahlergebnisses trat sie als stellvertretende Vorsitzende der Bewegung zurück und kündigte an, auch die Mitgliedschaft ruhen zu lassen.
Bei der Europawahl in der Slowakei 2019, bei der die Partei in einer Koalition mit der Partei SPOLU - občianska demokracia antrat, errang die PS mit Michal Šimečka und Martin Hojsík 2 Mandate, 2 entfielen auf SPOLU.
Bei der Nationalratswahl 2020 scheiterte die Partei zusammen mit ihrem Bündnispartner Spolu knapp an der 7-Prozent-Hürde, welche für Wahlbündnisse gilt. Bei der Nationalratswahl 2023 konnte die Partei ihre Wahlergebnis um 11 Prozentpunkte auf 18 Prozent der Stimmen steigern; sie ist seither zweitstärkste Kraft und größte Oppositionsfraktion im Nationalrat.
Bei der Europawahl in der Slowakei 2024 wurde die Partei erneut stärkste Kraft und erlangte sechs der 15 slowakischen Mandate. 

## Personen
Parteivorsitzende
- 2018 – 2019: Ivan Štefunko
- 2019 – 2020: Michal Truban
- 2020 – 2022: Irena Bihariová
- seit 2022: Michal Šimečka